# Лимбур (Узбекистан)
Лимбур (Линбур, Ленбур) — село в Сохском районе Ферганской области Узбекистана на территории Сохского эксклава. Население 3500 человек: таджики 99%, узбеки 0,2%, киргизы 0,8%. Население занимается подсобным сельским хозяйством (выращивает картофель, рис, фрукты), развито скотоводоство. Граничит с селом Апкан (по-таджикски Обканд) Кадамжайского района Баткенской области Кыргызстана. Одно из древнейших сёл Сохского района.

## Инфраструктура
Имеет школу, детский сад, сельский врачебный пункт, 6 магазинов, 2 мечети, 2 чайханы, 2 пилорамы, мукомольный цех, рисоочистителный цех.